# Tetropium guatemalanum
Tetropium guatemalanum là một loài bọ cánh cứng trong họ Cerambycidae.